# 埃諾的伊莎貝爾
伊莎貝爾·德·埃諾（法語：Isabelle de Hainaut；1170年4月5日—1190年3月15日）是法兰西王后，法王菲利普二世的第一任妻子。

## 早年生活
伊莎貝爾于1170年4月5日出生在瓦朗谢讷，她是埃诺伯爵鲍德温五世和佛兰德斯伯爵夫人玛格丽特一世的女儿。在她一岁的时候，她的父亲将她许配给了未来的香槟伯爵亨利。亨利是法国王后香槟的阿黛尔的侄子。1179年，虽然双方都保证继续联姻，但伊莎貝爾的父亲后来同意把她嫁给法王菲利普二世。

## 法国王后
伊莎貝爾于1180年4月28日在巴波梅与菲利普结婚，并带来了阿圖瓦伯國作为她的嫁妆。婚礼是由她的舅舅弗兰德斯伯爵菲利普安排，菲利普同时也是国王的顾问。 这场婚礼让王太后感到不悦，因为这意味着她的家族在法国的政治影响力将会减弱。
1180年5月28日，伊莎貝爾在圣但尼圣殿加冕为法国王后。由于鲍德温五世声称他的女儿是查理曼的后裔，当时的编年史家普遍认为这段婚姻是加洛林王朝和卡佩王朝的结合。
伊莎貝爾虽然得到了某些史学家的赞美，但由于14岁的她无法为菲利普生下继承人，所以最初一直未能赢得菲利普的喜爱。与此同时，1184年，菲利普正在对法兰德斯发动战争；看到他妻子的父亲鲍德温支持他的敌人，他很生气，于是召集了森斯的议会，目的是要解除婚姻关系。根据蒙斯的吉斯勒伯特的说法，伊莎貝爾随后赤脚出现在教堂里，打扮成忏悔者，从而获得了人们的同情。她的呼吁激怒了围观的人们，以至于他们前往宫殿并开始大声喊叫，呼声在里面都能听到。国王的叔叔罗伯特最终站出来维护局面，两人的婚姻得以维持，而且如果离婚，法兰西就会失去阿图瓦领地。
最后，在1187年9月5日，她产下了王太子路易。

## 死亡
伊莎贝拉的第二次怀孕极其艰难。1190年3月14日，她生下了一对双胞胎男孩，名叫罗貝爾（他在出生同一天去世）和菲利普（他在出生三天后的3月17日去世）。由于分娩并发症，伊莎贝拉于次日（3月15日）在巴黎去世，年仅20岁，随后葬于巴黎圣母院。 她去世时，她的丈夫菲利普不在她身边，也没有参加葬礼，因为他正在诺曼底与獅心王理查决战。当菲利普得知她的死讯时，他匆忙与理查签署了休战协议并返回巴黎，在那里他确认了她的坟墓的位置，并在接下来的一周返回诺曼底前哀悼了几天。在给教皇克莱门特三世的一封信中，他写道，他非常想念自己已故的妻子。
伊莎贝拉的儿子路易继位为阿图瓦伯爵。在她丈夫去世后，阿图瓦并入法兰西王国，她的儿子路易成为法国国王。

## 脚注
1. ↑  Bouchard 1987，第294頁.
2. ↑  Nolan 2003，第79頁.
3. ↑  Bradbury 1997，第55-56頁.
4. ↑  Bradbury 1997，第58-59頁.
5. ↑  Nolan 2003，第83頁.
6. ↑  Bouyer 1992.
7. ↑  Robert Fawtier, Les Capétiens et la France, 1942